# 第7號交響曲 (馬勒)

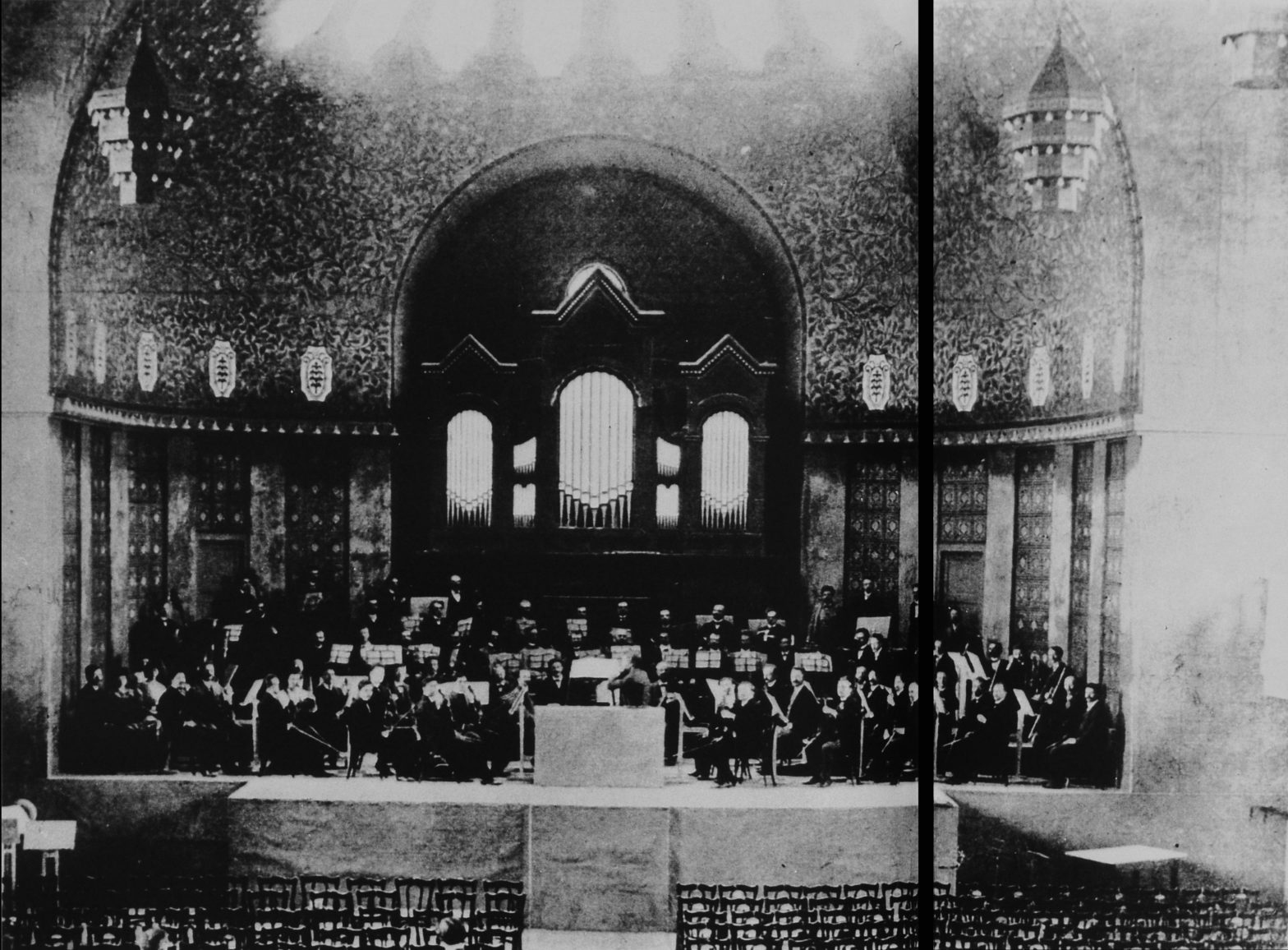
马勒为其第七交响曲的首演排练，1908年在布拉格展览音乐厅

e小調第7號交響曲由古斯塔夫·馬勒所創作，於1904年至1906年完成。本首有時又冠以「夜之歌」的標題，然而馬勒卻从未知晓此标题。
《第7號交響曲》可以算是馬勒所有交響曲中演奏次數最少的一首。因是全曲中的各樂章未能達到互相連貫的效果，在1908年的首演時，不論是觀眾或演奏者都對這首曲的反應並不理想。近年隨着學者和指揮家對樂曲有較多的認識後，本曲的演奏次數才稍有增加。

## 背景

### 创作

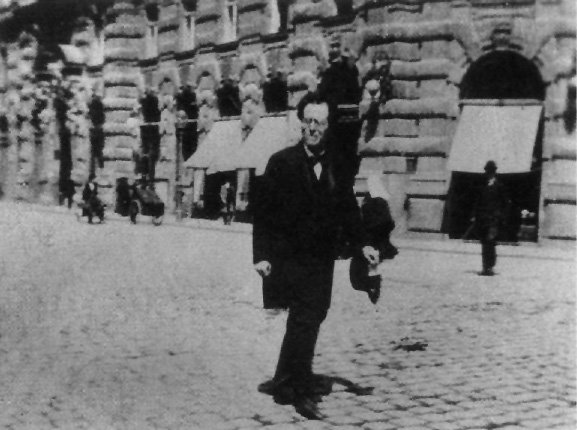
马勒在返回维也纳国立歌剧院的路上，据他一位好友称，这张照片上马勒的表情正是“他专注于不愉快的想法”时的表情。摄于1904年，这年，他完成了第六交响曲并开始第七交响曲

1904年，馬勒指揮事業如日中天，名震歐美，其作品開始為人賞識；同年六月，已有一女的他更再添千金。一如以往，到了夏天馬勒就離開維也納，到他在麥爾尼格的卡林西亞山區处一幢建於湖邊的別墅度假。完成第六交響曲前，第七交響曲之第二、四樂章（該兩樂章涉及「夜之歌」）就在此時寫成，而樂曲其他部分也大致構思好。翌年夏季，馬勒繼續埋首寫作，聲稱只花四星期就要完成第一、三、五樂章。
全曲在1905年8月15日脫稿，而配器亦於1906年完成；然而當時的馬勒尚未完成第六交響曲，遂將第七交響曲搁置在一旁，在排練期間偶然略作修改。直至1908年9月19日，在布拉格為奧地利皇帝弗朗茨·約瑟夫一世登基金禧紀念誌慶而設的慶典中，此首交響曲方才首演。
由脫稿到首演這三年間，馬勒的生活和事業皆急轉直下。1907年3月他被迫辭去維也納國家歌劇院的指揮職位、遭維也納樂迷唾棄（所以馬勒選擇在布拉格市首演第七交響曲），7月5日長女更死於猩紅熱。在女兒彌留之際，馬勒發現自己患上晚期心臟病。馬勒对此交响曲所作的修訂細微，但卻舉足輕重，淡化了樂曲原本樂觀、開朗的情調。

### 首演
- 世界首演：1908年9月19日，於布拉格市由作曲家本人指揮捷克愛樂樂團演出。
- 英國首演：1913年1月18日，於倫敦市由亨利·約瑟夫·伍德作指揮。
- 美國首演：1921年4月15日，於芝加哥市由費德瑞克·史托克作指揮。

## 分析

### 配器
- 木管樂器：1短笛、4長笛（第四長笛手需兼奏第二短笛手）、3雙簧管、1英國管、1 E♭ 調單簧管、4單簧管（A調及B♭調）、1低音單簧管、3巴松管、1低音巴松管
- 銅管樂器：次中音號、4圓號、3小號、3長號、大號
- 敲擊樂器：定音鼓、小鼓、鈸、三角鐵、鈴鼓、鑼、牛鈴、鐘及鐘琴
- 弦樂器：曼陀鈴、吉他、豎琴、小提琴、中提琴、大提琴及低音提琴

馬勒在本曲中選用了幾種非樂隊常規樂器，包括了曼陀鈴、吉他和次中音號，而在第六交響曲中的牛鈴亦再一次在此使用。至於樂譜中所指的次中音號（Tenorhorn），近年的研究指出馬勒所要的應該是B♭上中音薩克號（Saxhorn）。但現多較常以中音大號（Tenor Tuba）或上低音號（Euphonium）所替代。

### 結構
此曲共包含五個樂章：
1. 慢速—果斷的快板、但不太快（Langsam - Allegro risoluto, ma non troppo）—E小調，但以B小調作起首；首段樂章以次中音號奏出首個旋律。由於次中音號並非正規樂器，故會偶然使用次中音大號代替。此乃奏鳴曲式之樂段。
2. 夜之樂：其一·中庸的快板（Nachtmusik I [Allegro Moderato]）—C小調，以倫勃朗的名畫《夜巡》为启发。馬勒在1904年的荷蘭之旅當中亦在市立博物館中觀賞過該名畫。
3. 諧謔曲·幽暗地（Scherzo [schattenhaft]）—D小調，馬勒將之指示為「幽暗地」；有別於以幽默見稱的詼諧曲，此段樂章之氣氛陰森可怖。弦樂部分更以強弱法作標示。
4. 夜之樂：其二·溫柔的行板（Nachtmusik II [Andante Amoroso]）—以F大調為主
5. 輪旋曲—終曲（Rondo-Finale）—C大調，以上一樂章作延續。形式上，該部份以迴旋曲式作為八段變奏曲之起首，遠勝於結束之樂段。

該交響曲歷時80分鐘。然而奧圖·克倫培勒亦曾作過100分鐘長之演奏。

#### 第一樂章
第一樂章規模龐大，次中音號以憂鬱音色奏出第一主旋律，並唱出哀傷的詠嘆調；伴奏音型的靈感据说來自麥爾尼格湖上船夫的槳聲。多種木管、銅管樂器發出悲苦、沉痛的哀號（首演後有人形容此曲「很美妙」。據說首席小號手回應道：「小號要用閉奏音吹到高音升C。我倒想請教一下何『美妙』之有」）。激情的高潮過後，音樂的步伐愈趨緊湊，展開一段风格奇特的舞曲。而后氣氛一轉，兩支法國號奏出抒情旋律，而跌宕抑揚的小提琴充滿維也納風格。不久，一個彷如天籟的樂段出現，靈感似乎來自卡林西亞山區夏季的風光景緻、草木鳥獸；但悽愴的第一主題倏然在低音大提琴重現，之後情感漸趨激越奔放，勢如破竹，直至昂揚的進行曲出现。

#### 第二樂章
第二至第四樂章被統稱為「交響曲中的交響曲」，三個樂章均刻劃「黑」與「夜」。第二樂章是本交響曲兩首「夜之樂」之一，先由法國號互相答和，彷彿暮色漸沉之際聲音在山谷中回響。有评论称此樂章描繪「在夜間散步」，但馬勒則把這樂章與倫勃朗的名畫《夜巡》相提並論。木管樂連蹦帶跳地漸漸遠去，最後消聲匿跡；這時法國號在舞動的弦樂簇擁下，奏出別具田園風味之主題。接著響起的農村舞曲柔和溫婉，是馬勒最輕鬆愉快、最童心未泯的樂段之一。木管在高音的顫動彷彿嚶嚶鳥語，加上遠處牛鈴柔和的噹啷聲和農村舞曲，使鄉郊風情更鮮明。音樂漸漸沉寂；夜幕低垂。

#### 第三樂章
以「幽暗地」作為指示之第三樂章，彷彿黑夜裡的暗湧，氣氛陰森可怖。先是令人毛骨悚然的定音鼓和低沉的管樂器，然後木管樂的尖叫令人不寒而慄，若隱若現的低音大提琴又彷彿幽靈閃現。是首令人驚心動魄的圓舞曲，配器稀奇古怪，營造出強烈的恐怖效果。

#### 第四樂章
以「溫柔地」作為指示之第四樂章，是第二首「夜之樂」，但演出樂器較少—不但沒有长号、低音號和小號出现，木管樂器數量亦減半，因而有人形容此樂章是「把長篇室樂樂段放在大型管弦樂作品裡」。先由獨奏小提琴開始，在吉他與曼陀鈴輕聲伴奏下，獨奏法國號營造出令人悠然神往的小夜曲風格。

#### 第五樂章
競相爭嗚的燦爛銅管加上輝煌的定音鼓，為奔放的第五樂章定下基調。正如美國一論者所言，這個樂章像極了電影音樂，把華麗、壯觀、戲劇效果共冶一爐，匯聚成一首「雜亂無章但令人愉快」的管弦樂曲，效果令人嘆為觀止。這裡襲用過不少樂曲之片段（如華格納《紐倫堡的名歌手》、弗朗茲·雷哈爾《風流寡婦》、馬勒第五交響曲、路德教派聖詩《上帝是我們堅強的堡壘》），以及其他諷喻性、嘲弄性的引用。這個樂章氣氛樂觀、熱烈，態度堅決，似乎跟前幾段樂章的陰沉氣氛格格不入，成為全曲最令人費解、最飽受批評的樂章。邁克爾·甘迺迪评论此乐章是「活力充沛、態度樂觀的馬勒式吵鬧大製作」。馬勒本人則直言要捕捉「陽光普照」之效果。結尾盡情運用嘹嘹豐富的聲音，全曲首個主題至此由曇花一現般閃過，像要刻劃烈日當空的炫目光芒。

## 評論
- 此曲的和声和風格結構可看作是在描绘由黄昏走向黎明的进程。它的开头犹豫而遲緩，逐步转变至终曲里明確的C大調，還回应着華格納歌劇「紐倫堡的名歌手」。有趣的是，第七交响曲首演当晚，马勒在曲后加演了瓦格纳歌剧的序曲。
- 此曲描述的夜日交替的旅程里有一个令人惊艳的谐谑曲第三乐章，标记为「幽暗地」，这也许是为何荀白克大力赞扬本曲。马勒围绕四度音程创作出大量音乐主题，勋伯格《第一号室内交响曲》里亦可看见这种手法。
- 此曲跟马勒《第六交響曲》擁有著相似的大小和弦交替之动机，首段樂章的进行曲以及在刻画田园风光的段落里对牛铃的使用。
- 喬·孟佐（Joe Menzo）深信該作曲家曾深受理察·史特勞斯所作之「家庭交響曲」之模式所影響——創作該曲時，馬勒亦剛好動筆撰寫第七交響曲，他认为首樂章以馬勒、其妻艾瑪·馬勒及其女瑪麗亞三人作主體。孟佐更以馬勒及阿诺德·勋伯格兩人之近代名作，作為假設及類比，比較兩件事物之相互影響，及馬勒第七交響曲與荀白克一號室樂交響曲（1906年）之相同之處。孟佐亦曾為自己對馬勒作品為評論，及演奏馬勒作品之技巧製成CD全集作參考。[來源請求]

## 錄音
- 指揮邁可·提爾森·湯瑪斯曾與三藩市交響樂團作過一段錄音（於2006年完成，由SFS Media厂牌发行），而該錄音亦曾獲得葛萊美獎「最佳樂團演奏獎」及「最佳古典專輯獎」。
- 資深奧地利籍指揮米夏埃尔·吉伦曾於1990年代間灌錄過馬勒全集——該專輯以自然流暢見稱，亦重視勾勒細節及整體結構。
- 倫納德·伯恩斯坦亦曾在1965年間演奏過該首馬勒第七交響曲。